# Składy drużyn olimpijskich w piłce siatkowej mężczyzn 2012
Artykuł grupuje składy wszystkich reprezentacji narodowych w piłce siatkowej, które wystąpiły w Igrzyskach Olimpijskich 201 odbywających się w Londynie
- Przynależność klubowa i wiek na: lipiec 2012
- Zawodnicy oznaczeni literą K to kapitanowie reprezentacji.
- Legenda: 
 Nr - numer zawodnika
 A - atakujący 
 L - libero 
 P - przyjmujący 
 R - rozgrywający 
 Ś - środkowy

## Argentyna
Trener: Javier Weber
Asystent: Juan Manuel Barrial
| Nr | Imię i nazwisko            | Data urodzenia (wiek) | Wzrost (cm) | Klub                       | Pozycja |
| -- | -------------------------- | --------------------- | ----------- | -------------------------- | ------- |
| 1  | Gabriel Arroyo             | 03.03.1977 (35)       | 194         | Club Ciudad de Bolívar     | Ś       |
| 2  | Iván Castellani            | 19.01.1991 (21)       | 196         | Puerto San Martín          | A       |
| 5  | Nicolás Uriarte            | 21.03.1990 (22)       | 192         | Buenos Aires Unidos        | R       |
| 6  | Cristian Poglajen          | 14.07.1989 (23)       | 195         | Sarmiento Santana Textiles | P       |
| 7  | Facundo Conte              | 25.08.1989 (22)       | 198         | Dinamo Krasnodar           | P       |
| 9  | Rodrigo Daniel Quiroga (K) | 23.03.1987 (25)       | 190         | Minas Tênis Clube          | P       |
| 10 | Nicolas Bruno              | 24.02.1989 (23)       | 188         | Buenos Aires Unidos        | P       |
| 11 | Sebastián Solé             | 12.06.1991 (21)       | 202         | Club Ciudad de Bolívar     | Ś       |
| 12 | Federico Pereyra           | 19.06.1988 (24)       | 200         | La Unión de Formosa        | A       |
| 14 | Pablo Crer                 | 12.06.1989 (23)       | 205         | Club Ciudad de Bolívar     | Ś       |
| 15 | Luciano De Cecco           | 02.06.1988 (24)       | 193         | Pallavolo Piacenza         | R       |
| 16 | Alexis González            | 21.07.1981 (31)       | 184         | Club Ciudad de Bolívar     | L       |

## Australia
Trener:  Jon Uriarte
Asystent: Daniel Ilott
| Nr | Imię i nazwisko            | Data urodzenia (wiek) | Wzrost (cm) | Klub                          | Pozycja |
| -- | -------------------------- | --------------------- | ----------- | ----------------------------- | ------- |
| 1  | Aidan Zingel               | 19.11.1990 (21)       | 207         | Blu Volley Werona             | Ś       |
| 3  | Nathan Roberts             | 17.02.1986 (26)       | 199         | Robur Rawenna                 | P       |
| 5  | Travis Passier             | 26.04.1989 (23)       | 205         | M. Roma Volley                | Ś       |
| 6  | Igor Yudin (K)             | 17.06.1987 (25)       | 200         | Jarosławicz Jarosław          | P       |
| 7  | Harrison Peacock           | 31.01.1991 (21)       | 192         | Linköpings VC                 | R       |
| 8  | Andrew Grant               | 22.04.1985 (27)       | 206         | Australian Institute of Sport | Ś       |
| 9  | Adam White                 | 08.11.1989 (22)       | 203         | Langhenkel Volley Doetinchem  | P       |
| 12 | Aden Tutton                | 06.12.1984 (27)       | 182         | Langhenkel Volley Doetinchem  | L       |
| 14 | Grigory Sukochev           | 18.02.1988 (24)       | 196         | VK Chemes Humenné             | R       |
| 16 | Luke Smith                 | 30.08.1990 (21)       | 204         | Linköpings VC                 | A       |
| 18 | Lincoln Alexander Williams | 06.10.1993 (18)       | 200         | Australian Institute of Sport | P       |
| 19 | Thomas Edgar               | 21.06.1989 (23)       | 212         | Volley Bastia                 | A       |

## Brazylia
Trener: Bernardo Rezende
Asystent: Roberley Leonaldo
| Nr | Imię i nazwisko                    | Data urodzenia (wiek) | Wzrost (cm) | Klub                      | Pozycja |
| -- | ---------------------------------- | --------------------- | ----------- | ------------------------- | ------- |
| 1  | Bruno Rezende                      | 02.07.1986 (26)       | 190         | Associação Desportiva RJX | R       |
| 4  | Wallace de Souza                   | 26.06.1987 (25)       | 198         | Sada Cruzeiro Vôlei       | A       |
| 5  | Sidnei Dos Santos Junior (Sidão)   | 09.07.1982 (30)       | 203         | SESI                      | Ś       |
| 6  | Leandro Vissotto Neves             | 30.04.1983 (29)       | 212         | Ural Ufa                  | A       |
| 7  | Gilberto de Godoy Filho (Giba) (K) | 23.12.1976 (35)       | 192         | Club Ciudad de Bolívar    | P       |
| 8  | Murilo Endres                      | 03.05.1981 (31)       | 190         | SESI                      | P       |
| 10 | Sérgio Dutra Santos                | 05.10.1975 (36)       | 184         | SESI                      | L       |
| 11 | Thiago Alves                       | 26.07.1986 (26)       | 194         | Associação Desportiva RJX | P       |
| 14 | Rodrigo Santana (Rodrigão)         | 17.04.1979 (33)       | 205         | Ziraat Bankası            | Ś       |
| 16 | Lucas Saatkamp                     | 06.03.1986 (26)       | 209         | Associação Desportiva RJX | Ś       |
| 17 | Ricardo Garcia                     | 19.11.1975 (36)       | 191         | Vôlei Futuro              | R       |
| 18 | Dante Amaral                       | 30.09.1980 (31)       | 201         | Associação Desportiva RJX | P       |

## Bułgaria
Trener: Najden Najdenow
Asystent:  Camillo Placi
| Nr | Imię i nazwisko      | Data urodzenia (wiek) | Wzrost (cm) | Klub                     | Pozycja |
| -- | -------------------- | --------------------- | ----------- | ------------------------ | ------- |
| 1  | Georgi Bratoew       | 21.10.1987 (24)       | 202         | Lewski Sofia             | R       |
| 7  | Todor Skrimow        | 09.01.1990 (22)       | 191         | Paris Volley             | P       |
| 9  | Dobromir Dimitrow    | 07.07.1991 (20)       | 196         | Pirin Bałkanstroj Razłog | R       |
| 10 | Walentin Bratoew     | 21.10.1987 (24)       | 198         | Argus Volley             | P       |
| 11 | Władimir Nikołow (K) | 03.10.1977 (33)       | 200         | Pallavolo Piacenza       | A       |
| 12 | Wiktor Josifow       | 16.10.1985 (25)       | 204         | M. Roma Volley           | Ś       |
| 13 | Teodor Sałparow      | 16.08.1982 (29)       | 185         | CSKA Sofia               | L       |
| 14 | Teodor Todorow       | 01.09.1989 (22)       | 208         | Lokomotiw Jekaterynburg  | Ś       |
| 15 | Todor Aleksiew       | 17.02.1986 (26)       | 200         | Lokomotiw Jekaterynburg  | P       |
| 17 | Nikołaj Penczew      | 22.05.1992 (19)       | 196         | Pallavolo Piacenza       | P       |
| 18 | Nikołaj Nikołow      | 29.07.1986 (25)       | 203         | Callipo Sport            | Ś       |
| 19 | Cwetan Sokołow       | 31.12.1989 (21)       | 207         | Trentino Volley          | A       |

## Niemcy
Trener:   Vital Heynen
Asystent: Ralph Bergmann
| Nr | Imię i nazwisko   | Data urodzenia (wiek) | Wzrost (cm) | Klub                | Pozycja |
| -- | ----------------- | --------------------- | ----------- | ------------------- | ------- |
| 1  | Marcus Popp       | 23.09.1981 (30)       | 192         | Tours VB            | P       |
| 2  | Markus Steuerwald | 07.03.1989 (23)       | 182         | Paris Volley        | L       |
| 3  | Sebastian Schwarz | 02.10.1985 (26)       | 197         | Volley Bastia       | P       |
| 4  | Simon Tischer     | 24.04.1982 (30)       | 194         | Jastrzębski Węgiel  | R       |
| 5  | Björn Andrae (K)  | 14.05.1981 (31)       | 200         | Kuzbass Kemerowo    | P       |
| 6  | Denis Kaliberda   | 24.06.1990 (22)       | 193         | Callipo Sport       | P       |
| 8  | Marcus Böhme      | 25.08.1985 (26)       | 211         | VfB Friedrichshafen | Ś       |
| 9  | Georg Grozer      | 27.11.1984 (27)       | 200         | Lokomotiw Biełgorod | A       |
| 10 | Jochen Schöps     | 08.10.1983 (28)       | 200         | Resovia             | A       |
| 11 | Lukas Kampa       | 29.11.1986 (25)       | 196         | Lokomotiw Biełgorod | R       |
| 13 | Christian Dünnes  | 16.06.1984 (28)       | 207         | TSV Unterhaching    | Ś       |
| 15 | Max Günthör       | 09.08.1985 (26)       | 207         | TSV Unterhaching    | Ś       |

## Polska
Trener:  Andrea Anastasi
Asystent:  Andrea Gardini
| Nr | Imię i nazwisko      | Data urodzenia (wiek) | Wzrost (cm) | Klub                   | Pozycja |
| -- | -------------------- | --------------------- | ----------- | ---------------------- | ------- |
| 1  | Piotr Nowakowski     | 18.12.1987 (24)       | 205         | Resovia                | Ś       |
| 2  | Michał Winiarski     | 28.09.1983 (28)       | 200         | Skra Bełchatów         | P       |
| 4  | Grzegorz Kosok       | 02.03.1986 (26)       | 206         | Resovia                | Ś       |
| 5  | Paweł Zagumny        | 18.10.1977 (34)       | 200         | ZAKSA Kędzierzyn-Koźle | R       |
| 6  | Bartosz Kurek        | 29.08.1988 (23)       | 205         | Dinamo Moskwa          | P       |
| 7  | Jakub Jarosz         | 10.02.1987 (25)       | 195         | Latina Volley          | A       |
| 9  | Zbigniew Bartman     | 04.05.1987 (25)       | 198         | Resovia                | A       |
| 13 | Michał Kubiak        | 23.02.1988 (24)       | 191         | Jastrzębski Węgiel     | P       |
| 14 | Michał Ruciak        | 22.08.1983 (28)       | 189         | ZAKSA Kędzierzyn-Koźle | P       |
| 15 | Łukasz Żygadło       | 02.08.1979 (32)       | 200         | Fakieł Nowy Urengoj    | R       |
| 16 | Krzysztof Ignaczak   | 15.05.1978 (34)       | 188         | Resovia                | L       |
| 18 | Marcin Możdżonek (K) | 09.02.1985 (27)       | 211         | ZAKSA Kędzierzyn-Koźle | Ś       |

## Rosja
Trener: Władimir Alekno
Asystent:  Sergio Busato
| Nr | Imię i nazwisko     | Data urodzenia (wiek) | Wzrost (cm) | Klub                  | Pozycja |
| -- | ------------------- | --------------------- | ----------- | --------------------- | ------- |
| 3  | Nikołaj Apalikow    | 26.08.1982 (29)       | 203         | Zenit Kazań           | Ś       |
| 4  | Taras Chtiej (K)    | 22.05.1982 (30)       | 205         | Lokomotiw Biełgorod   | P       |
| 5  | Siergiej Grankin    | 21.01.1985 (27)       | 195         | Dinamo Moskwa         | R       |
| 8  | Siergiej Tietiuchin | 23.07.1975 (37)       | 197         | Lokomotiw Biełgorod   | P       |
| 9  | Aleksandr Sokołow   | 05.03.1982 (30)       | 193         | Fakieł Nowy Urengoj   | P       |
| 10 | Jurij Bierieżko     | 27.01.1984 (28)       | 198         | Zenit Kazań           | P       |
| 12 | Aleksandr But´ko    | 18.03.1986 (26)       | 198         | Lokomotiw Nowosybirsk | R       |
| 13 | Dmitrij Muserski    | 29.10.1988 (23)       | 218         | Lokomotiw Biełgorod   | Ś       |
| 15 | Dmitrij Iljinych    | 31.01.1987 (25)       | 201         | Lokomotiw Biełgorod   | P       |
| 17 | Maksim Michajłow    | 19.03.1988 (24)       | 203         | Zenit Kazań           | A       |
| 18 | Aleksandr Wołkow    | 14.02.1985 (27)       | 210         | Zenit Kazań           | Ś       |
| 20 | Aleksiej Obmoczajew | 22.05.1989 (23)       | 189         | Zenit Kazań           | L       |

## Serbia
Trener:  Igor Kolaković
Asystent: Željko Bulatović
| Nr | Imię i nazwisko         | Data urodzenia (wiek) | Wzrost (cm) | Klub                      | Pozycja |
| -- | ----------------------- | --------------------- | ----------- | ------------------------- | ------- |
| 1  | Nikola Kovačević        | 14.02.1983 (29)       | 193         | Resovia                   | P       |
| 2  | Uroš Kovačević          | 06.05.1993 (19)       | 197         | ACH Volley Lublana        | P       |
| 4  | Bojan Janić (K)         | 11.03.1982 (30)       | 198         | Galatasaray               | P       |
| 5  | Vlado Petković          | 06.01.1983 (29)       | 198         | Umbria Volley             | R       |
| 7  | Dragan Stanković        | 18.10.1985 (26)       | 205         | A.S. Volley Lube          | Ś       |
| 10 | Miloš Nikić             | 31.01.1986 (26)       | 194         | Gubiernija Niżny Nowogród | P       |
| 11 | Mihajlo Mitić           | 17.09.1990 (21)       | 201         | Crvena zvezda Belgrad     | R       |
| 12 | Milan Rašić             | 02.02.1985 (27)       | 205         | ACH Volley Lublana        | Ś       |
| 14 | Aleksandar Atanasijević | 04.09.1991 (20)       | 201         | Skra Bełchatów            | A       |
| 15 | Saša Starović           | 19.10.1988 (23)       | 207         | Umbria Volley             | A       |
| 18 | Marko Podraščanin       | 29.07.1987 (25)       | 204         | A.S. Volley Lube          | Ś       |
| 19 | Nikola Rosić            | 05.08.1984 (27)       | 192         | VfB Friedrichshafen       | L       |

## Stany Zjednoczone
Trener: Alan Knipe
Asystent: John Speraw
| Nr | Imię i nazwisko     | Data urodzenia (wiek) | Wzrost (cm) | Klub               | Pozycja |
| -- | ------------------- | --------------------- | ----------- | ------------------ | ------- |
| 1  | Matthew Anderson    | 18.04.1987 (25)       | 204         | Zenit Kazań        | P       |
| 2  | Sean Rooney         | 13.11.1982 (29)       | 206         | Robur Ravenna      | P       |
| 4  | David Lee           | 08.03.1982 (30)       | 203         | Dinamo Moskwa      | Ś       |
| 5  | Richard Lambourne   | 06.05.1975 (37)       | 190         | –                  | L       |
| 6  | Paul Lotman         | 03.11.1985 (26)       | 200         | Resovia            | P       |
| 7  | Donald Suxho        | 21.06.1976 (36)       | 196         | Drean Bolivar      | R       |
| 8  | William Priddy      | 01.10.1977 (34)       | 194         | Zenit Kazań        | P       |
| 11 | Brian Thornton      | 22.04.1985 (27)       | 190         | Jastrzębski Węgiel | R       |
| 12 | Russell Holmes      | 01.07.1982 (30)       | 205         | Jastrzębski Węgiel | Ś       |
| 13 | Clayton Stanley (K) | 20.01.1978 (34)       | 205         | Ural Ufa           | A       |
| 16 | David McKienzie     | 05.07.1979 (33)       | 193         | Kuwait SC          | A       |
| 20 | David Smith         | 15.05.1985 (27)       | 201         | Tours VB           | Ś       |

## Tunezja
Trener: Fethi Mkaouer
Asystent: Riadh Hedhili
| Nr | Imię i nazwisko        | Data urodzenia (wiek) | Wzrost (cm) | Klub                     | Pozycja |
| -- | ---------------------- | --------------------- | ----------- | ------------------------ | ------- |
| 2  | Ahmed Kadhi            | 19.04.1989 (23)       | 198         | C.O. Kelibia             | Ś       |
| 3  | Marouane M'rabet       | 05.06.1985 (27)       | 186         | C.O. Kelibia             | P       |
| 7  | Elyes Karamosly        | 22.08.1989 (22)       | 195         | Espérance Tunis          | P       |
| 8  | Mohamed Ben Slimane    | 29.11.1981 (30)       | 187         | Étoile Sportive du Sahel | R       |
| 10 | Hamza Nagga            | 29.05.1990 (22)       | 196         | C.O. Kelibia             | A       |
| 11 | Ismail Moalla          | 30.01.1990 (22)       | 195         | Club Sportif Sfaxien     | P       |
| 12 | Anouer Taouerghi       | 17.08.1983 (28)       | 178         | Club Sportif Sfaxien     | L       |
| 13 | Noureddine Hfaiedh (K) | 27.08.1973 (38)       | 197         | Étoile Sportive du Sahel | P       |
| 14 | Bilel Ben Hassine      | 22.06.1983 (29)       | 195         | Club Sportif Sfaxien     | Ś       |
| 15 | Mehdi Ben Cheikh       | 13.05.1979 (33)       | 183         | Espérance Tunis          | R       |
| 16 | Hichem Kaabi           | 13.09.1986 (25)       | 194         | Espérance Tunis          | A       |
| 18 | Hakim Zouari           | 28.03.1988 (24)       | 197         | Club Sportif Sfaxien     | Ś       |

## Wielka Brytania
Trener:  Arrie Brokking
Asystent: Joel Banks
| Nr | Imię i nazwisko      | Data urodzenia (wiek) | Wzrost (cm) | Klub                            | Pozycja |
| -- | -------------------- | --------------------- | ----------- | ------------------------------- | ------- |
| 1  | Peter Bakare         | 02.07.1989 (23)       | 196         | Landstede Volleybal             | Ś       |
| 2  | Benjamin Pipes (K)   | 21.08.1986 (26)       | 204         | Landstede Volleybal             | R       |
| 3  | Oluwadamilola Bakare | 29.08.1988 (23)       | 197         | VC Puurs                        | A       |
| 4  | Daniel Hunter        | 23.01.1990 (22)       | 183         | Landstede Volleybal             | L       |
| 5  | Mark Plotyczer       | 19.02.1987 (25)       | 195         | Saint-Brieuc Côtes-d’Armor VB   | P       |
| 7  | Mark McGivern        | 24.03.1983 (29)       | 195         | Avignon Volley-Ball             | Ś       |
| 8  | Jason Haldane        | 23.07.1971 (41)       | 203         | CSKA Sofia                      | A       |
| 9  | Andrew Pink          | 25.01.1983 (29)       | 192         | Amicale Laïque Canteleu-Maromme | P       |
| 10 | Nathan French        | 20.04.1990 (22)       | 193         | Avignon Volley-Ball             | P       |
| 11 | Joel Miller          | 15.12.1988 (23)       | 191         | VBK Klagenfurt                  | P       |
| 12 | Christopher Lamont   | 28.08.1986 (25)       | 199         | ASUL Lyon                       | Ś       |
| 17 | Kieran O’Malley      | 12.05.1988 (24)       | 188         | Lycurgus                        | R       |

## Włochy
Trener: Mauro Berruto
Asystent: Andrea Brogioni
| Nr | Imię i nazwisko     | Data urodzenia (wiek) | Wzrost (cm) | Klub               | Pozycja |
| -- | ------------------- | --------------------- | ----------- | ------------------ | ------- |
| 1  | Luigi Mastrangelo   | 17.08.1975 (36)       | 202         | Piemonte Volley    | Ś       |
| 3  | Simone Parodi       | 16.06.1986 (25)       | 196         | A.S. Volley Lube   | P       |
| 6  | Samuele Papi        | 20.05.1973 (39)       | 190         | Pallavolo Piacenza | P       |
| 7  | Michał Łasko        | 11.03.1981 (31)       | 202         | Jastrzębski Węgiel | A       |
| 9  | Ivan Zaytsev        | 02.10.1988 (23)       | 202         | M. Roma Volley     | P       |
| 10 | Dante Boninfante    | 07.03.1977 (35)       | 188         | M. Roma Volley     | R       |
| 11 | Cristian Savani (K) | 22.02.1982 (30)       | 195         | A.S. Volley Lube   | P       |
| 13 | Dragan Travica      | 28.08.1986 (25)       | 200         | A.S. Volley Lube   | R       |
| 14 | Alessandro Fei      | 29.11.1978 (33)       | 204         | Sisley Belluno     | Ś       |
| 15 | Emanuele Birarelli  | 08.02.1981 (31)       | 200         | Trentino Volley    | Ś       |
| 16 | Andrea Bari         | 05.03.1980 (32)       | 185         | Trentino Volley    | L       |
| 17 | Andrea Giovi        | 19.08.1983 (29)       | 185         | Umbria Volley      | L       |